# Википедија на грузинском језику
Википедија на грузијском језику (груз. ქართული ვიკიპედია) је верзија Википедије на грузијском језику, слободне енциклопедије, која данас има 183.202 чланака и заузима на листи Википедија 50. место.